# バイスヴァイル
バイスヴァイル (ドイツ語: Baisweil) は、ドイツ連邦共和国バイエルン州シュヴァーベン行政管区のオストアルゴイ郡に属す町村（以下、本項では便宜上「町」と記述する）で、エッゲンタール行政共同体を構成する自治体の一つである。

## 地理
バイスヴァイルはアルゴイ地方のオストアルゴイ郡北西部、カウフボイレン、ミンデルハイム、バート・ヴェリスホーフェンの間に位置する。

### 自治体の構成
この町は、公式には3つの地区 (Ort) からなる。このうち小集落や孤立農場などを除く集落を以下に列記する。
- バイスヴァイル
- ラウフドルフ

## 歴史
バイスヴァイルはモレーンの岩山に囲まれたオストアルゴイ郡北西部、海抜680mに位置する。かつてここにはケンプテン - アウクスブルクを結ぶローマ街道が通っていた。南東に伸びる丘陵地に沿った古代入植地の跡はこの時代に遡るものである。
この集落およびバイスヴァイル家の城に関する最初の文献上の記録は1130年で、「Baisweil」と表記されている。集落北西の高台に拠ったこの土着貴族が早くに断絶した後、バイスヴァイルは1496年から1803年までイルゼー修道院領となった。1803年の帝国代表者会議主要決議以降はバイエルンに属した。バイエルンの行政改革に伴う1818年の市町村令によって現在の自治体が成立した。1886年の復活祭の夜に教会の塔が倒壊したが、ネオロマネスク様式で再建工事が行われ、1906年に完成した。
現在でもこの町は農業が主体である。しかしこの数十年間に、ここでも営農家の数は著しく減少している。市町村再編前の1976年にグロースリート集落を含むラウフドルフが合併した。

### 人口推移
- 1970年 1,093人
- 1987年 1,127人
- 2000年 1,296人
- 2007年 1,312人

## 行政
町長はシュテファン・ザイツ (Bürgerblock / Fr.Wgem. Lauchdorf) である。彼は、2014年にトーマス・シュタインハウザー (Bürgerblock/Fr. Wgem. Lauchdorf)  の後任として町長に就任した。

### 紋章
図柄: 青地に銀の白鳥の頭部。これはバイスヴァイル家の紋章に由来する。

## 経済と社会資本
- 基礎課程学校 1校

## 引用
1. ↑  https://www.statistikdaten.bayern.de/genesis/online?operation=result&code=12411-003r&leerzeilen=false&language=de Genesis-Online-Datenbank des Bayerischen Landesamtes für Statistik Tabelle 12411-003r Fortschreibung des Bevölkerungsstandes: Gemeinden, Stichtag (Einwohnerzahlen auf Grundlage des Zensus 2011)
2. ↑  Bayerische Landesbibliothek Online